# Пам'ятки історії Білопільського району
У Білопільському районі Сумської області на обліку перебуває 66 пам'яток історії.
| №  | Назва                                                                                     | Охоронний номер | Місце                                                                                    |
| -- | ----------------------------------------------------------------------------------------- | --------------- | ---------------------------------------------------------------------------------------- |
| 1  | Братська могила радянських воїнів, партизанів та пам'ятник воїнам-землякам                | 101             | м. Білопілля, центр                                                                      |
| 2  | Братська могила комсомольців-підпільників                                                 |                 | м. Білопілля, кладовище                                                                  |
| 3  | Могила Пухначова О. М., який загинув у Афганістані                                        |                 | м. Білопілля, Крачківське кладовище                                                      |
| 4  | Могила Ніколаєнка В. Г., який загинув у Афганістані                                       |                 | м. Білопілля, кладовище біля залізничної станції                                         |
| 5  | Будинок, в якому народився Олександр Олесь (О. Кандиба) — український поет                | 1876- Н         | м. Білопілля, вул. Петровського, 14                                                      |
| 6  | Братська могила радянських воїнів                                                         | 102             | с. Білани, Вирівська сільрада, центр                                                     |
| 7  | Братська могила радянських воїнів та пам'ятник воїнам-землякам                            | 103             | с. Бобрик, центр сільради, центр села                                                    |
| 8  | Могила Скусинця В. В., який загинув у Афганістані                                         |                 | с. Бутовщина, Миколаївська селищна рада, кладовище                                       |
| 9  | Братська могила радянських воїнів та Колоса М. С. — підпільника                           | 104             | с. Валіївка, Верхосульська сільрада, центр                                               |
| 10 | Братська могила радянських воїнів                                                         | 105             | с. Верхосулка, центр сільради, центр                                                     |
| 11 | Могила Яценка І. П. — підпільника                                                         |                 | с. Веселе, Миколаївська селищна рада, кладовище                                          |
| 12 | Братська могила радянських воїнів та пам'ятник воїнам-землякам                            | 106             | с. Вири, центр сільради, центр села                                                      |
| 13 | Братська могила радянських воїнів                                                         | 107             | с. Вири, центр сільради, кладовище                                                       |
| 14 | Могила Ясенок Ніни — піонерки-підпільниці                                                 | 1383            | с. Вири, центр сільради, кладовище                                                       |
| 15 | Могила радянського воїна                                                                  |                 | с. Волфине, Павлівська сільрада, лісосмуга біля залізничної станції                      |
| 16 | Братська могила радянських воїнів                                                         | 109             | м. Ворожба, центральний сквер                                                            |
| 17 | Могила радянського воїна                                                                  | 132             | м. Ворожба, напівнічний схід від вул. Киреєва, урочище лісу радгоспу «Білопільський»     |
| 18 | Могила Деренкова І. М. — радянського воїна                                                | 133             | м. Ворожба, 0,5 км на північний схід від вул. Партизанська, 3-й квартал Порубського лісу |
| 19 | Братська могила жертв фашизму                                                             | 108             | м. Ворожба, біля хлібної бази                                                            |
| 20 | Братська могила радянських воїнів                                                         | 110             | с. Воронівка, центр сільради, центр села                                                 |
| 21 | Братська могила радянських воїнів                                                         | 111             | с. Ганнівка — Вирівська, центр сільради, центр села                                      |
| 22 | Братська могила радянських воїнів                                                         | 112             | с. Ганнівка — Тернівська, Супрунівська сільрада, центр                                   |
| 23 | Братська могила радянських воїнів                                                         |                 | с. Гиріне, Гуринівська сільрада, кладовище                                               |
| 24 | Могила Добродетеля Г. М. — радянського воїна та пам'ятник воїнам-землякам                 | 134             | с. Горобівка, центр сільради, центр села                                                 |
| 25 | Братська могила червоноармійців, учасників громадянської війни                            | 114             | с. Іскрисківщина, центр сільради, центр села                                             |
| 26 | Братська могила радянських воїнів та пам'ятник воїнам-землякам                            | 115             | с. Іскрисківщина, центр сільради, центр                                                  |
| 27 | Братська могила радянських воїнів та пам'ятник воїнам-землякам                            | 116             | с. Кальченки, центр сільради, центр села                                                 |
| 28 | Могила Караєва М. М. — радянського воїна                                                  | 135             | с. Коршачина, центр сільради, центр села                                                 |
| 29 | Братська могила радянських воїнів та пам'ятник воїнам-землякам                            | 118             | с. Коршачина, центр сільради, центр села                                                 |
| 30 | Місце здійснення подвигу Цибульова О. І. — Героя Радянського Союзу                        | 1389            | с. Крижик, Кальченківська сільрада                                                       |
| 31 | Братська могила радянських воїнів                                                         | 117             | с. Курасове, Верхосульська сільрада, кладовище                                           |
| 32 | Могила Кайдаша В. Ф. — Героя Радянського Союзу                                            |                 | с. Куянівка, центр сільради, кладовище                                                   |
| 33 | Могила Дубровського М. М., який загинув у Афганістані                                     |                 | с. Куянівка, центр сільради, кладовище                                                   |
| 34 | Могила Кузька М. О., який загинув у Афганістані                                           |                 | с-ще Лідине, Супрунівська сільрада, кладовище                                            |
| 35 | Братська могила радянських воїнів та пам'ятник воїнам-землякам                            | 119             | с. Луциківка, центр сільради, центр села                                                 |
| 36 | Могила Мусієнка А. Г., який загинув у Афганістані                                         |                 | с. Луциківка, центр сільради, кладовище                                                  |
| 37 | Могила Булатовича О. К. — дослідника Ефіопії                                              | 1392            | с. Луциківка, центр сільрада, кладовище (біля каплички перепоховання 2003 р.)            |
| 38 | Братська могила підпільників                                                              | 1393            | с. Максимівка, Горбівська сільрада, центр                                                |
| 39 | Братська могила радянських воїнів та пам'ятник воїнам-землякам                            | 120             | с. Марківка, центр сільради, центр села                                                  |
| 40 | Братська могила радянських воїнів                                                         |                 | с. Мар'янівка, Гуринівська сільрада, центр села                                          |
| 41 | Братська могила радянських воїнів                                                         | 113             | с-ще Миколаївка, центр селищної ради, центр                                              |
| 42 | Братська могила підпільників та пам'ятник воїнам-землякам                                 | 141             | с-ще Миколаївка, центр селищної ради, проспект Слави                                     |
| 43 | Виринський цукровий завод                                                                 |                 | с-ще Миколаївка, центр селищної ради, Великожовтневий цукрокомбінат                      |
| 44 | Братська могила радянських воїнів                                                         | 122             | с. Нові Вирки, центр сільради, біля школи                                                |
| 45 | Братська могила радянських воїнів                                                         | 123             | с. Новоіванівка, Гуринівська сільрада, центр села                                        |
| 46 | Братська могила радянських воїнів                                                         |                 | с. Новоіванівка, Гуринівська сільрада, біля в'їзду в село                                |
| 47 | Братська могила радянських воїнів                                                         | 121             | с. Новопетрівка, Куянівська сільрада, центр                                              |
| 48 | Братська могила радянських воїнів та пам'ятник воїнам-землякам                            | 124             | с. Ободи, центр сільради, центр села                                                     |
| 49 | Братська могила радянських воїнів та пам'ятник воїнам-землякам                            | 1395            | с. Павлівка, центр сільради, центр села                                                  |
| 50 | Могила Хилкова Д. О. — учасника визвольного руху в Росії кін. XIX — поч. ХХ ст.           |                 | с. Павлівка, центр сільради, кладовище                                                   |
| 51 | Ольгинська лікарня                                                                        |                 | с. Павлівка, центр сільради, околиця села                                                |
| 52 | Могила радянського воїна                                                                  |                 | с. Піщане, Бобрицька сільрада, кладовище                                                 |
| 53 | Могила Васильєва М. О. — радянського воїна та підпільника                                 | 1396            | с. Річки, центр сільради, центр                                                          |
| 54 | Могила Лисенко Ф. І. — закатованої фашистами                                              |                 | с. Річки, центр сільради, Пугачівське кладовище                                          |
| 55 | Братська могила радянських воїнів                                                         | 1399            | с. Руда, Бобрицька сільрада, кладовище                                                   |
| 56 | Братська могила радянських воїнів та пам'ятник воїнам-землякам                            | 125             | с. Сергіївка, центр сільради, центр села                                                 |
| 57 | Братська могила радянських воїнів                                                         | 145             | с. Сульське, Верхосульська сільрада, центр села                                          |
| 58 | Братська могила радянських воїнів                                                         | 126             | с. Супрунівка, центр сільради, центр села                                                |
| 59 | Братська могила радянських воїнів та пам'ятник воїнам-землякам                            | 127             | с. Терещенки, центр сільради, центр села                                                 |
| 60 | Братська могила радянських воїнів                                                         | 1400            | с. Товста, центр сільради, центр села                                                    |
| 61 | Могила Катькали С. М. — учасника подій 1905 та 1917 років і встановлення радянської влади |                 | с. Товста, центр сільради, центр села                                                    |
| 62 | Братська могила радянських воїнів                                                         | 128             | с. Тучне, центр сільради, центр села                                                     |
| 63 | Братська могила підпільників                                                              | 129             | с-ще Улянівка, центр селищної ради, центр селища                                         |
| 64 | Могила Білиха Д. М., який загинув у Афганістані                                           |                 | с-ще Улянівка, центр селищної ради, кладовище                                            |
| 65 | Могила Касьяна І. Я. — Героя Радянського Союзу                                            | 1404            | с-ще Улянівка, центр селищної ради, кладовище                                            |
| 66 | Братська могила радянських воїнів та пам'ятник воїнам-землякам                            | 130             | с. Шкуратівка, центр сільради, центр села                                                |
|    |                                                                                           |                 |                                                                                          |